# Natchitoches (ciutat)
Natchitoches - formalment City of Natchitoches - és la única ciutat i seu de la Parròquia de Natchitoches a l'estat de Louisiana.

## Demografia
D'acord al cens del 2000 Natchitoches tenia 17.865 habitants La densitat de població era de 319,9 habitants/km².
Per edats la població es repartia de la següent manera: un 23,6% tenia menys de 18 anys, un 27,2% entre 18 i 24, un 21,8% entre 25 i 44, un 16% de 45 a 60 i un 11,4% 65 anys o més.
L'edat mediana era de 24,5 anys. Per cada 100 dones de 18 o més anys hi havia 80,2 homes.
La renda mediana per habitatge era de 23.111 $ i la renda mediana per família de 30.396 $. Els homes tenien una renda mediana de 28.601 $ mentre que les dones 17.859 $. La renda per capita de la població era de 12.642 $. Entorn del 26,7% de les famílies i el 34,8% de la població estaven per davall del llindar de pobresa.

## Poblacions properes
El següent diagrama mostra les poblacions més properes.